# لين جاردين
لين جاردين (بالإنجليزية: Len Jardine)‏ هو لاعب كرة قدم أمريكية أمريكي، ولد في 6 أكتوبر 1937، وتوفي في 15 أكتوبر 2010.